# Patsy O'Hara
Patsy O'Hara (en gaèlic irlandès: Peatsaí Ó hEadhra) (Derry, Irlanda del Nord, 11 de juliol del 1957 - Presó de Maze, Irlanda del Nord, 21 de maig del 1981) era un republicà irlandès i membre de l'Exèrcit d'Alliberament Nacional Irlandès (INLA, en les seves sigles en anglès). Va néixer a Bishop Street, Derry, i va morir com a conseqüència d'una vaga de fam el 21 de maig del 1981.

## Activitats polítiques
O'Hara es va allistar al Fianna Éireann el 1970, i el 1971 el seu germà Sean va ser empresonat a Long Kesh sense judici previ. A finals del 1971, Patsy O'Hara va resultar ferit pel tret d'un soldat mentre muntava una barricada. Arran de les lesions, no va poder assistir a la Marxa pels Drets Civils del Diumenge Sagnant, el 1972, però la va veure des de Brandywell. Els fets d'aquell dia el van marcar per tota la vida.
L'octubre del 1974, van empresonar O'Hara a la Long Kesh. Quan en va sortir, l'abril del 1975, es va allistar al Partit Socialista Republicà Irlandès (IRSP, en les seves sigles en anglès) i a l'INLA. El mes de juny del 1975 el van deternir a Derry i va restar sota presó preventiva durant sis mesos. El mes de setembre del 1976, el van tornar a detenir i una vegada més va estar en presó preventiva durant quatre mesos.
El dia 10 de maig del 1978, el van detenir al carrer més important de Dublín, O'Connell Street, en virtut de l'article 30 de la Llei de delictes contra l'Estat, i el van alliberar al cap de 18 hores. El gener del 1979 va tornar a Derry i va participar activament en l'INLA. Va ser arrestat el 14 de maig del 1979 i acusat de portar una granada de mà, fet pel qual el van sentenciar a vuit anys de presó el gener del 1980, on va fer la primera vaga de fam i va assumir el càrrec de comandant dels presoners de l'INLA. El 22 de març del 1981, va iniciar la segona vaga de fam, que li provocaria la mort, el dijous 21 de maig a les 23.29, després de seixanta-un dies de vaga de fam. Tenia 23 anys. D'acord amb els seus desigs, els seus pares no van sol·licitar l'atenció mèdica que necessitava per sobreviure. La seva mort va tenir tant ressò arreu d'Europa que fins i tot la Fracció de l'Exèrcit Roig alemanya (RAF, en les sigles en alemany) va batejar amb el nom d'O’Hara un dels seus comandos.
A Oakland, Nova Zelanda, una plaça ha estat batejada amb el seu nom en homenatge a la seva figura.

## La seva mare, Peggy O'Hara
Al cap de 26 anys, el 2007, la seva mare, Peggy O’Hara, va ser candidata per Foyle a les eleccions generals d'Irlanda del Nord de 2007. No va ser elegida, però amb 1.789 vots va ser un dels dissidents republicans amb més èxit. Es negava a col·laborar amb el Servei de Policia d'Irlanda del Nord (PSNI, en les seves sigles en anglès), com sí que feia el Sinn Féin, el partit que en aquell moment governava. La vigília de les eleccions, gairebé 330 expresoners republicans van escriure una carta al Derry Journal per donar suport a la seva campanya